# Simon Mignolet
Simon Mignolet (pronunție în franceză [simɔ̃ miɲɔlɛ]; n. 6 martie 1988) este un fotbalist belgian care joacă pentru clubul Club Brugge din Jupiler Pro League. A câștigat Divizia Secundă Belgiană la Sint-Truiden, în sezonul 2008-09.

## Palmares

### Club
Sint-Truiden
- Belgian Second Division: 2008–09

Liverpool
- UEFA Champions League: 2018–19;[3] vice-campion: 2017–18[4]
- vice-campion Football League Cup: 2015–16[5]
- vice-campion UEFA Europa League: 2015–16[6]

### International
Belgia
- Locul trei FIFA World Cup: 2018[7]

## Legături externe
- Simon Mignolet la Soccerbase